# 557
Раннє Середньовіччя. Триває чума Юстиніана. У Східній Римській імперії править Юстиніан I. Візантійська імперія повернула собі значну частину володінь колишньої Римської імперії. Франкське королівство розділене на частини між спадкоємцями Хлодвіга. Іберію займає Вестготське королівство, у Тисо-Дунайській низовині лежить Королівство гепідів. В Англії розпочався період гептархії.
У Китаї період Північних та Південних династій. На півдні завершиладинастія Лян, встановилася династія Чень, на півночі — Північна Чжоу, що змінила Західну Вей, та Північна Ці. Індія роздроблена. В Японії триває період Ямато. У Персії править династія Сассанідів.
На території лісостепової України в VI столітті виділяють пеньківську й празьку археологічні культури. VI століття стало початком швидкого розселення слов'ян. У Північному Причорномор'ї співіснують різні кочові племена, зокрема гуни, сармати, булгари, алани, авари.

## Події

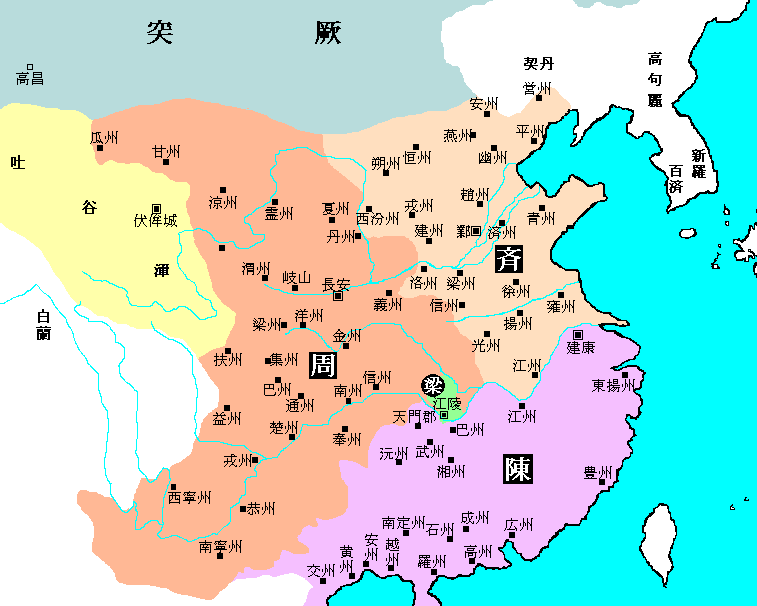

- Авари прибули на Північний Кавказ.
- На півночі Китаю зміна династій — державу Західна Вей змінила Північна Чжоу.
- На півдні Китаю династію Лян змінила династія Чень.
- Тюркський каганат уклав союз із перськими Сассанідами й спільними зусиллями вони розбили ефталітів у Середній Азії.